# Вулиця Івана Скоропадського (Прилуки)
Вулиця Івана Скоропадського — вулиця у місті Прилуки. Пролягає від провулку Матросова на Квашинцях до вулиці Незалежності. Вулиця розташована у північній частині старого міста.
Прилучаються провулок Квашинський — вулиця Алгазіна — вулиця Козача — проїзд до Другої Козачої вулиці — 2-й провулок Івана Скоропадського — Андріївський в'їзд — Андріївська вулиця — 1-й провулок Івана Скоропадського — Ветеранська вулиця — в'їзд Івана Скоропадського — Іванівська вулиця — Земська вулиця — Опанасівський в'їзд.
Нумерація йде від провулку Матросова (№ 1 та № 2) до вулиці Незалежності (№ 101 та № 110)

## Історія
Вулицю було прокладено відповідно до плану міста 1802 року у 1-й половині 19 століття.
Як Соборна вперше згадана 1888 року. На той час включала у себе і усю теперішню вулицю Соборну, пролягаючи через усе місто. Назву здобула від собору Різдва Богородиці.
Згодом західна частина вулиці здобула ім'я почесного громадянина Прилук І. М. Скоропадського.
До 1917 року на вулиці містилися Земські дім та станція, садиба Скоропадського (у 1897 — Товариство сільського господарства, з поч. 1900-х — Комерційний літній клуб), склади нафти т-ва брати Нобель.
З квітня 1919 року по 2015 рік, вулиця мала назву вулиця Бособрода на честь революціонера О. Г. Бособрода, якого 1918 року було вбито у будівлі земства на цій же вулиці.

## Установи на вулиці
- № 93 — Прилуцька територіальна виробнича побутово-комерційна фірма «Прогрес»;
- № 94 — Будинок колишнього штабу авіадивізії;
- № 95 — Ефіроолійний комбінат;
- № 102 — Автоматична телефонна станція, міськкомітет Товариства Червоного Хреста, страхова компанія «Оранта», філіал дитячої поліклініки, міський комітет профспілки працівників держустанов;
- № 110 — АТ «Чайка» по ремонту побутової техніки, ювелірних виробів та взуття, пошиття одягу.

## Анотаційні дошки
На фасаді будинку № 102 1987 року було встановлено анотаційну дошку з тодішньою назвою вулиці: «Ця вулиця названа на честь Олександра Григоровича Бособрода (1880—1918), уродженця м. Прилуки, активного учасника революційної боротьби за владу Рад на Україні, голови прилуцького більшовицького комітету»